# 단백질 관련 문서 색인
단백질에 관한 문서 목록이다.

## A-Z
- G 단백질

## ㄱ
- 결빙방지단백질
- 구상 단백질

## ㄷ
- 단백질 공학
- 단백질 기법
- 단백질 복합체
- 단백질 설계
- 단백질 소단위체
- 단백질 이화작용
- 단백질 인산화효소
- 단백질 접힘
- 단백질 정제
- 단백질 패밀리
- 단백질 표적화
- 단백질-단백질 상호작용
- 단백질의 구조

## ㄹ
- 리간드 (생화학)

## ㅁ
- 막 단백질
- 막관통 단백질

## ㅂ
- 변성 (생화학)
- 분비 단백질

## ㅅ
- 섬유상 단백질
- 수송 단백질

## ㅇ
- 유전자 발현의 조절

## ㅋ
- 카세인

## 같이 보기
- 단백질 생합성